# 一宮警察署
一宮警察署（いちのみやけいさつしょ）は、愛知県警察が管轄する警察署の一つである。大規模警察署であり、署長は警視正。

## 所在地
- 愛知県一宮市本町1-6-20

## 管轄区域
- 一宮市

※かつては中島郡祖父江町（現稲沢市）も一宮警察署の管轄であった（合併に伴い稲沢警察署に移管）。

## 沿革
- 1948年 旧警察法制定により、愛知県警察部一宮警察署と葉栗警察署を廃止。自治体警察として一宮市警察が発足する。周辺町村は国家地方警察の葉栗地区警察署と中島地区警察署の管轄になる。
- 1954年 愛知県警察発足により、一宮市警察と中島地区警察署、葉栗地区警察署の一部を管轄区域として、愛知県一宮警察署が発足する。
- 2024年（令和6年）4月1日  庁舎建て替え工事に伴い、北館にて行っていた（交通課、車庫・道路使用窓口、一宮交通反則通告センター）業務を仮庁舎に移転。[1]

## 組織
- 警務課
  - 警務係
  - 住民サービス係
  - 留置管理係
- 会計課
  - 会計(第一係・第二係)
- 生活安全課
  - 生活安全(第一係・第二係)
  - 少年係
  - 保安(第一係・第二係)
- 地域課
  - 地域総務係
  - 地域(第一係～第三係)
  - 特別警戒隊
- 刑事課
  - 刑事総務係
  - 強行(第一係・第二係)
  - 盗犯(第一係・第二係)
  - 鑑識係
  - 知能係
  - 暴力薬物係
- 交通課
  - 交通総務係
  - 交通規制係
  - 通告センター
  - 指導取締係
  - 事故捜査係
- 警備課
  - 警備係
  - 外事係

## 幹部交番
（ ）の中は所在地
- 尾西幹部交番（一宮市小信中島字郷南33番地）- 運転免許関連事務を行なっている。
- 木曽川幹部交番（一宮市木曽川町大字黒田字北沼34番地）

## 交番
（ ）の中は所在地
- 浅井交番（一宮市浅井町尾関字同者2番地3）
- 葉栗交番（一宮市島村字郷裏36番地）
- 時之島交番（一宮市時之島字四ツ辻51番地2）
- 千秋交番（一宮市千秋町加納馬場字高須56番地2）
- 一宮南部交番（一宮市せんい2丁目9番9号）
- 花池交番（一宮市花池3丁目11番2号）
- 萩原交番（一宮市萩原町萩原字河原崎18番地）
- 八幡交番（一宮市八幡1丁目7番22号）
- 奥町交番（一宮市奥町字下口西56番地1）
- 今伊勢交番（一宮市今伊勢馬寄字下町屋72番地2）
- 大浜交番（一宮市大浜2丁目1番27号）
- 一宮駅前交番（一宮市栄3丁目1番2号）
- 開明交番（一宮市開明字神明郭43番地）
- 丹陽交番（一宮市三ツ井四丁目4番1号）

## 駐在所
（ ）の中は所在地
- 西大海道駐在所（一宮市西大海道字新田前1番地）
- 明池駐在所（一宮市明池字上平30番地1）
- 阿古井駐在所（一宮市上祖父江字北川原74番地）
- 玉ノ井駐在所（一宮市木曽川町玉ノ井字穴太部2番地2）